# Virocônio

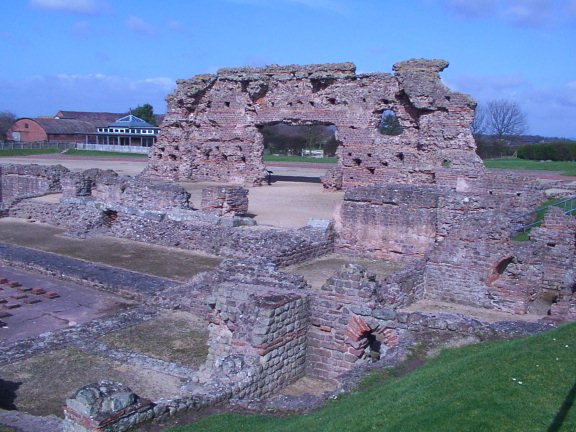
Ruinas da cidade romana em Wroxeter

Virocônio (em latim: Viroconium) foi uma cidade romana na Inglaterra, na atual vila de Wroxeter, a aproximadamente 8 quilômetros (5 milhas) de Shrewsbury.
O nome Virocônio sugere uma origem muito antiga; viro significa homem e cônio é relativo a tribo cónios. Esta tribo veio da Península Ibérica pela Cornualha, onde são conhecidos como cornóvios (do corno), assim o nome completo da cidade romana seria: homem cónios do corno - Virocônio dos Cornóvios.
Estima-se que Virocônio teria sido o quarto maior estabelecimento romano na Bretanha com uma população superior a 6.000 habitantes no seu pico. Foi fundado no fim do século I d.C., e por volta do ano 130 d.C., já cobria uma área de mais de 70 hectares, incluía uma zona de banhos e um fórum dedicado ao imperador Adriano.